# 第24回国民体育大会
第24回国民体育大会（だい24かいこくみんたいいくたいかい）は、1969年（昭和44年）に、開催された国民体育大会である。
夏季・秋季大会のスローガンは「明日をひらく創造国体」。

## 大会概要
| 季    | 期間                      | 開催地                                   | 競技数 | 参加者数 |
| ----- | ------------------------- | ---------------------------------------- | ------ | -------- |
| 冬    | 1969年1月26日 - 1月29日   | 山梨県河口湖町                           | 1      | 1,644    |
| 冬    | 1969年2月13日 - 2月16日   | 岐阜県神岡町                             | 1      | 1,901    |
| 夏    | 1969年9月7日 - 9月10日    | 長崎県長崎市・佐世保市・琴海町・野母崎町 | 4      | 3,948    |
| 秋    | 1969年10月26日 - 10月31日 | 長崎県                                   | 29     | 17,249   |
| 合 計 | 合 計                     | 合 計                                    | 35     | 24,742   |

## 沿革
- 1963年（昭和38年）1月17日 - 第24回国体誘致委員会が発足。会長は佐藤勝也長崎県知事。5年計画で施設づくりを目指す。
- 1965年（昭和40年）
  - 7月6日 - 日本体育協会が国体委員会総会で、第24回国体開催地を長崎県に内定。
  - 7月28日 - 長崎国体内定報告県民大会が長崎市公会堂で開催され、「長崎国体を成功させよう」と決議される。
  - 12月20日 - 長崎市国体準備委員会が発足。
  - 12月21日 - 長崎市教育委員会、スポーツ振興室に市国体事務局を設置。
- 1966年（昭和41年）
  - 7月19日 - 日本体育協会、国体委員会総会にて第24回国体開催地を正式に長崎県と決定。
  - 8月4日 - 長崎国体決定総参加県民大会が長崎グランドホテルで開催され、「長崎国体を成功させよう」との大会宣言を決議。大会後、長崎県知事を先頭に約1,000名が長崎市内をパレードする。
- 1968年（昭和43年）
  - 7月14日
    - 長崎市営競技場（長崎市営ラグビー・サッカー場）が長崎市駒場町（現 松山町）の長崎競輪場跡地に完成。国体ではハンドボール会場となった。
    - 国体夏季水泳競技場として佐世保市総合グランドプールが完成。

  - 8月24日 - 長崎市小江原に、国体ライフル競技場となる長崎県営小江原射撃場が完成。
- 1969年（昭和44年）
  - 1月26日 - 山梨県河口湖町で冬季大会が開会。スケート競技が開催。参加者数1,644名。テーマは「健康・親切・清潔」。
  - 1月29日 - スケート競技が終了。
  - 1月31日 - 長崎国体会場市町実行委員会によって、長崎国体参加人員が夏季大会3,948名、秋季大会1万7,249名と発表される。（当時、史上最高）
  - 2月13日 - 岐阜県神岡町で冬季大会が開会。スキー競技が開催。参加者数1,901名。テーマは「明るく、つよく、美しく」。スローガンは「明日の力を育てる国体」。
  - 2月16日 - スキー競技が終了。
  - 6月14日 - 長崎国体長崎市実行委員会が長崎市営陸上競技場（松山町）で長崎国体マスゲーム大会を開催する。約1万2,000名が参加。
  - 7月3日 - 長崎国体夏季大会ヨット会場の福田漁港改修工事が完了。長崎市内の国体会場整備が完了。
  - 9月7日 - 第24回国民体育大会夏季大会開会式が佐世保総合グランドプールで開催される。皇太子・皇太子妃が臨席。
    - 沖縄を含む全国から3,948名の役員選手を迎え、佐世保総合グランドプールを中心に4日間にわたり、5競技で熱戦が展開された。長崎県は東京都と1位を分け合った。

  - 9月11日 - 夏季大会が閉会。
  - 10月22日 - 長崎市、国体選手や観光客に長崎の歴史を紹介することを目的に、名所旧跡5箇所[1]に記念碑を建立。
  - 10月24日 - 長崎国体秋季大会に出席するため、天皇、皇后が特別列車で長崎県入り。
  - 10月26日
    - 第24回国民体育大会秋季大会開会式が諫早市の長崎県立総合運動公園陸上競技場で開催される。
      - 沖縄県を含む全国から1万7,249名の役員選手を迎え、長崎県立総合運動公園陸上競技場を中心に60会場で28種目にわたって熱戦が展開された。
      - 長崎県は、天皇杯（男女総合優勝）と皇后杯（女子総合優勝）を獲得。地元県の両杯優勝は、埼玉国体以来2年ぶりとなった。

    - 秩父宮妃が長崎県を訪問。

  - 10月29日 - 高松宮夫妻が長崎県を訪問。
  - 10月31日 - 秋季大会が閉会。

## 冬季大会

### スケート競技会
第24回国民体育大会冬季大会スケート競技会は、1月26日～1月29日に山梨県河口湖町（現富士河口湖町）で開催された。テーマは「健康・親切・清潔」。

#### 実施競技・会場一覧
- スケート - 山梨県河口湖町 富士急ハイランドなど

### スキー競技会
第24回国民体育大会冬季大会スキー競技会は、2月13日～2月16日に岐阜県神岡町（現飛騨市）で行われた。テーマは「明るく、つよく、美しく」、スローガンは「明日の力を育てる国体」。

#### 実施競技・会場一覧
- スキー - 岐阜県神岡町 流葉スキー場

## 夏季大会

### 実施競技・会場一覧
佐世保市
- 水泳 - 佐世保総合グラウンドプールなど

西彼杵郡
- 漕艇 - 琴海町（現 長崎市）形上湾コース
- カヌー - 野母崎町（現 長崎市）野母港コース

長崎市
- ヨット - 福田ヨットハーバー

## 秋季大会

### 実施競技・会場一覧
長崎市
- ボクシング - 長崎市立桜馬場中学校体育館
- バレーボール - 長崎市営バレーボールコートなど
- 体操 - 長崎国際体育館
- バスケットボール - 長崎県立長崎東高等学校体育館など
- ハンドボール - 長崎市営球技場など
- ソフトテニス - 長崎市営庭球場
- フェンシング - 長崎県立長崎南高等学校体育館など
- ライフル射撃 - 長崎県立小江原射撃場
- スポーツ芸術 - 長崎県立博物館など

諫早市
- 陸上 - 長崎県立総合運動場陸上競技場
- 軟式野球 - 諫早市営球場など
- 馬術 - 長崎県立馬事公園
- バドミントン - 諫早市体育館
- 山岳 -  多良岳、雲仙山系

大村市
- ソフトボール - 大村市営球場など
- ラグビー - 放虎原ラグビー場など

東彼杵郡
- ホッケー - 川棚町長崎県立川棚高等学校グラウンド

島原市
- サッカー - 島原市営球技場など。
- レスリング - 長崎県立島原高等学校体育館など
- 弓道 - 島原市営弓道場
- クレー射撃 - 国際クレー射撃場

南高来郡
- 剣道 - 小浜町（現 雲仙市）小浜町営体育館

佐世保市
- テニス - 佐世保市総合グラウンドコートなど
- 自転車 - 佐世保競輪場など
- 卓球 - 佐世保市立体育館
- 柔道 - 西海学園高等学校体育館
- 高校野球 - 佐世保市営野球場など

松浦市
- ウエイトリフティング - 長崎県立松浦高等学校体育館など

平戸市
- 相撲 - 平戸市営相撲場

## 総合成績

### 天皇杯
- 1位 - 長崎県
- 2位 - 東京都
- 3位 - 埼玉県

### 皇后杯
- 1位 - 長崎県
- 2位 - 東京都
- 3位 - 大阪府
  - 2位の東京都とはわずか0.15ポイントであった。

## その他

### 長崎市と長崎国体
- 長崎国体に向けて、1968年（昭和43年）1月12日に市民への公募でアジサイが長崎市の花に選定された。（全国で3番目の市の花の制定）
- 長崎市では松山総合運動公園を中心会場に11種目が開催された。
- 長崎国体の実施された年の7月下旬から長崎市は異常渇水に悩まされていた。秋季大会を目前に9月末から市内全域で制限給水を実施。国体期間中は制限給水を解除したが、終了翌日から再度給水制限を実施。

### 出席者、出場者の行程の混乱
1969年10月23日、東京駅発長崎駅行きの急行列車「ながさき」の指定席券が誤って重複販売されたため、同列車を利用していた大会役員や選手団の一部の行程に支障が生じた。このため、日本国有鉄道は同年10月25日朝刊の新聞広告欄にお詫びを掲出している。

## 関連事項
- 国民体育大会
- 長崎がんばらんば国体